# Ischia di Castro

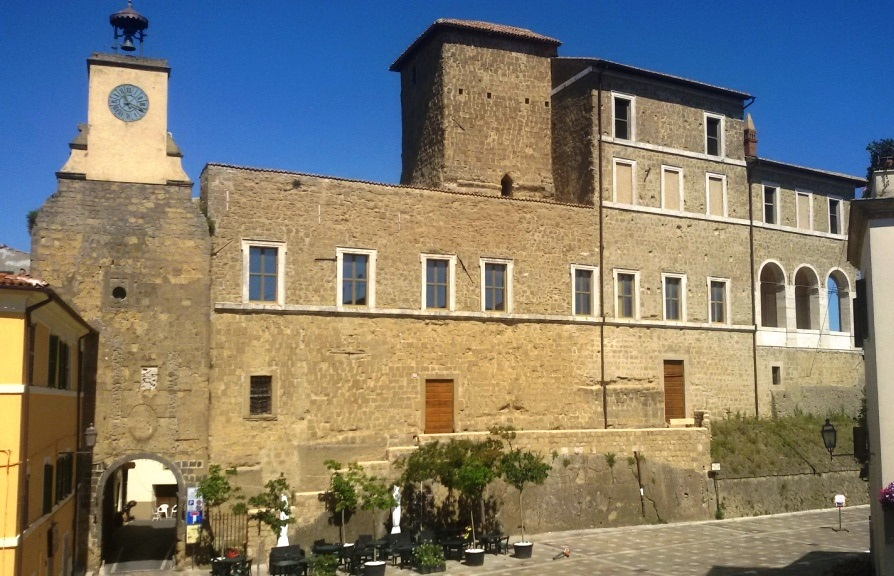
Palazzo Farnese di Ischia di Castro

Ischia di Castro è un comune italiano di 2 130 abitanti della provincia di Viterbo nel Lazio.

## Geografia fisica

### Territorio
Il territorio di Ischia di Castro è molto vasto (104,95 chilometri quadrati), e si alterna tra praterie, colline, boschi ed alti costoni di tufo; il rilievo più elevato è quello del Monte Bellino, 515 metri di altezza, al confine con la Toscana.
È attraversato da diversi corsi d'acqua, i più importanti dei quali sono il Fiora, che ne attraversa la parte più occidentale del suo territorio, ed il suo affluente principale, il fiume Olpeta. In prossimità del centro abitato, scorre invece il Fosso San Paolo, un torrente che si immette nell'Olpeta, e concorre a formare il sistema fluviale Fiora-Olpeta,, mentre nella parte settentrionale del territorio comunale scorre il Fosso di Ripignano.
La parte più antica del centro abitato poggia su un alto sperone di tufo circondato dalle forre scavate da due torrenti. L'accesso è dalla porta del Palazzo Ducale ed il centro storico si sviluppa in discesa sino al belvedere dell'Ortirosa da cui è possibile ammirare il solco scavato dai due torrenti, la loro confluenza ai piedi del paese ed i boschi che circondano tutto l'abitato.
A ridosso del centro storico, muovendo nel senso della salita, è il Borgo, parte del paese che si è sviluppata maggiormente tra il '700 e la fine dell'800. Ancora più a salire vi è la parte più recente e residenziale di Ischia di Castro.

### Clima
Classificazione climatica: zona E, 2102 GR/G

## Storia
Le origini ischiane risalgono all'età etrusca della quale rimangono alcune testimonianze, ma molto tempo prima l'uomo preistorico visse lungo le rive del Fiora dove sono state trovate asce di silice, punte di frecce e altri oggetti.
Dell'epoca romana rimangono importanti tracce in località La Selvicciola ove nel 1982 è stata rinvenuta una villa rustica romana. Nello stesso sito è venuta alla luce anche una necropoli longobarda - ricca di corredi funerari maschili e femminili, armi, ornamenti personali e oggetti di uso quotidiano - oggi esposti nel Museo civico di Ischia di Castro.
Il popolo longobardo sembra aver fortemente inciso sulla storia del paese, tanto che non solo molte località della campagna ischiana portano ancora oggi i nomi longobardi, ma addirittura lo stesso nome di Ischia sembra derivare dalla lingua di questo popolo nordico (da eisch = "quercia"); e sempre ai longobardi sembra doversi ricondurre l'origine del "Palio del gallinaccio", festa che ancora oggi si tiene nel mese di agosto, e, più in generale, il folklore e persino il dialetto ischiano.
Successivamente Ischia compare tra i paesi del Patrimonio di San Pietro in Tuscia. Il castello di Ischia nella seconda metà del XII secolo apparteneva al conte Ranieri di Bartolomeo, che nel 1168 sottopose tutte le sue proprietà alla protezione di Orvieto. Prima della fine del secolo queste terre passarono ai conti Ildebrandini e alla fine del XIII secolo il castello pervenne ai Farnese.
Durante il Medioevo il borgo si estese a ridosso dell'antico Palazzo ducale (Rocca) dove i Farnese edificarono il loro palazzo su progetto di Antonio da Sangallo il Giovane. La Rocca, in origine dotata di tre torri, fossato e ponte levatoio, proteggeva il paese dall'unico lato scoperto, essendo gli altri tre lati protetti naturalmente dalle alte pareti di tufo; il progetto del Sangallo, solo in parte realizzato, ne prevedeva la trasformazione da struttura volta alla sola difesa in edificio più simile ad un palazzo nobiliare.
Il dominio dei Farnese non fu sempre tranquillo: nel Luglio del 1395 gli ischiani, stanchi delle angherie e dei soprusi subiti soprattutto dalle loro donne, si ribellarono ai loro Signori assaltando la rocca e uccidendo tre dei sette figli di Ranuccio da Farnese, mentre un altro figlio, Bartolomeo, e suo nipote Ranuccio (che sarà poi detto "il Vecchio" e diverrà il nonno di Papa Paolo III), furono imprigionati. Ischia fu allora rapidamente messa sotto assedio dagli altri figli di Ranuccio che si trovavano a Montalto (Pietro, Nicolò e Pier Bertoldo) con l'appoggio dei Signori della Cervara accorsi in loro aiuto, e infine, dopo la fuga dei ribelli, i prigionieri vennero liberati. Secondo un'altra ricostruzione, i due superstiti si salvarono perché, durante l'assalto, riuscirono a fuggire nella vicina Valentano. Comunque sia, l'evento contrassegnò nel tempo il popolo ischiano come fiero, poco propenso a chinare la testa e meritevole di rispetto.
Nel 1537 Paolo III Farnese affidò il Ducato di Castro, di cui faceva parte anche Ischia, al figlio Pier Luigi Farnese con capitale Castro. La città fu costruita seguendo una pianificazione urbanistica progettata da Sangallo il Giovane.
Durante il periodo del Ducato di Castro Ischia era divenuta popolatissima; secondo la relazione di Benedetto Zucchi inviata ai Farnese nel 1630, ad Ischia — in quel ristretto spazio che oggi corrisponde al centro storico — vi erano ben "250 fuochi", "1.300 anime", 150 soldati e "200 cavalleggieri con casacche turchine", "insomma è assai popolata, e stanno ristretti non poco per essere piantata in un tufo".
I Farnese, in contrasto con la Chiesa, tennero Castro fino al 1649, quando Innocenzo X ordinò la sua distruzione.
Ischia era passata alla Santa Sede dal 1642 al 1644; in seguito alla distruzione del Ducato fu definitivamente incamerata nel 1649 dalla Reverenda Camera Apostolica e nel 1788 fu concessa in enfiteusi a Giuliano Capranica della nota famiglia romana.
Durante la parentesi del dominio francese il comune appartenne al dipartimento del Cimino, cantone di Valentano (1798-1799) per passare poi al dipartimento di Roma, circondario di Viterbo, cantone di Canino (1810-1815).
Papa Pio VI nel 1816 conferì il titolo di Marchese d'Ischia ad Antonio Canova il quale volle per questo donare al paese un prezioso calice d'oro.
Con la Restaurazione e la riforma del 1816/1817 Ischia entrò a far parte della provincia del Patrimonio di San Pietro, delegazione e distretto di Viterbo, come podesteria dipendente dal governo di Valentano.
Durante il Risorgimento, Ischia fece comunque la sua pur piccola parte. Alla fine del Settembre 1867 una banda di garibaldini ischiani assalì in paese la Caserma dei Gendarmi Pontifici, trovandola però vuota e priva di armi, e si fece consegnare dall'esattore la cassa esattoriale e una rubbia di grano per finanziare le spese insurrezionali. Contestualmente fu costituito il nuovo Municipio. In risposta, il successivo 4 ottobre dal presidio della vicina Valentano furono inviati gli Zuavi Pontifici i quali, però, giunti a ridosso del paese, trovarono i garibaldini ischiani trincerati e protetti da barricate; agli ischiani si aggiunsero anche alcuni volontari dalla vicina Farnese e dalla Toscana. Nello scontro che ne seguì i garibaldini subirono 21 perdite tra morti e feriti (nessun morto tra gli ischiani), ma gli Zuavi furono costretti a ritirarsi e il paese poté considerarsi preso dagli insorti.
Annesso al Regno d'Italia nel 1870, il paese - a seguito del Regio decreto del 18 agosto 1872 - assunse la denominazione di Ischia di Castro.
Il suo territorio, unitamente a quelli dei comuni vicini, rientrò nel raggio di azione del brigante Domenico Tiburzi fino a quando questi non fu ucciso dai carabinieri nel 1896 a Capalbio.
Ischia di Castro fu ascritta alla Provincia di Roma fino al 1927 allorché passò alla neoistituita Provincia di Viterbo di cui tuttora fa parte.
Per molti secoli da abitanti e visitatori che si recavano in Ischia, fu attribuito l'appellativo di Città di Maremma, come Annibali riporta in alcuni dei suoi volumi.

### Simboli
Lo stemma è stato riconosciuto con d.P.C.m. del 12 ottobre 1953.
Il gonfalone, concesso con D.P.R. del 5 giugno 1954, è un drappo di azzurro.

## Monumenti e luoghi d'interesse

### Architetture religiose
- Duomo di Sant'Ermete
- Madonnella del Giglio
- Chiesa parrocchiale di San Rocco, edificio in stile romanico con affreschi del XIV-XVI secolo.
- Chiesetta della Madonna della Neve (o chiesa della Madonella), edificata agli inizi del XVII secolo
- Chiesetta della Madonna delle Rose
- Chiesetta della Trinità, costituita da un unico ambiente con copertura a volta, presenta sopra l'altare una pala settecentesca raffigurante la Madonna del Carmelo e la Trinità con ai lati affrescati due santi fondatori dell'ordine dei Carmelitani.
- Eremo di Poggio Conte o della Chiusa dell'Armine o Romitorio di San Colombano[13][14][15][16], dipendente dall'abbazia di San Colombano di Castro (distrutta assieme alla città). Eremo documentato in un atto del giugno del 1027 fra Ugone conte di Castro e figlio di Cadulo e l'abate Giovanni di San Colombano, in esso si cita anche il monastero dedicato a San Colombano di Bobbio, posto vicino al fiume Armino (oggi fiume Fiora), monastero documentato nell'810, in cui si dichiara l'appartenenza della "Cella Sancti Colombani" all'abbazia di San Salvatore all'Amiata; il monastero di San Colombano di Castro in seguito venne elevato ad abbazia[17][18]. Presenta due locali, il primo dei quali ha una cupola sorretta da pilastri ed è ricco di disegni immaginari, floreali e sessuali; questi elementi, uniti al triangolo equilatero disegnato su una colonna nonché all'orientamento est-ovest del locale e alla ricezione della luce soltanto da una monofora posta sull'abside, hanno portato a teorizzare, tra l'altro, la matrice templare del sito. Sono visibili, sotto la cupola, le nicchie che contenevano tredici pale raffiguranti gli apostoli e Gesù frutto di un intervento successivo alla costruzione originale; trafugate tutte nel 1964, sei di esse sono state recuperate e ora custodite nel Museo civico archeologico di Ischia di Castro[19]. L'eremo sorge in una sorta di anfiteatro naturale particolarmente suggestivo anche per la presenza di un'alta cascatella, e, grazie alla sua notevole acustica, ben si presta all'esecuzione delle manifestazioni musicali che l'Amministrazione comunale ormai abitualmente vi organizza in estate.
- Eremo di Ripatonna Cicognina o della Chiusa del Vescovo, composto da 3 piani ricavati sul fronte roccioso a strapiombo sul fiume Olpeta (affluente del fiume Fiora) presenta una planimetria complessa tra ballatoi, stanze ricavate nella roccia, cisterne e cavità diffuse. All'interno è riconoscibile la chiesa con abside e presbiterio, decorata da affreschi di scuola senese del XV secolo[20]. L'eremo venne dettagliatamente descritto da Beneddetto Zucchi nella relazione sullo stato del Ducato di Castro inviata ai Farnese nel 1630: "…vi è un romitorio chiamato Ripatogno Cicognina, piantato alla sponda di detto fiume Olpita di sopra e piantato sul tufo di detta ripa e lontano da Castro poco più di un miglio, luogo di bellissima vista, con comodità di fontana e di terreno da farvi orto a proposito per tale effetto, con dentro la Chiesa consacrata…[21].
- Chiesa dei Santi Filippo e Giacomo e il Convento delle Adoratrici perpetue del Santissimo Sacramento, uno degli attuali undici monasteri italiani del relativo Ordine di clausura, è il luogo in cui la monaca Maria Maddalena dell'Incarnazione, al secolo Caterina Sordini, nel febbraio del 1789 avrebbe avuto la visione di Gesù che le chiedeva di istituire l'opera delle Adoratrici dell'eucaristia[22], compito che portò a termine fondando nel 1807 l'Ordine delle Adoratrici perpetue del Santissimo Sacramento. In questo convento sarebbe accaduto, nel giorno del Corpus Domini del 1802, il "miracolo della moltiplicazione del pane"[23].

### Architetture civili

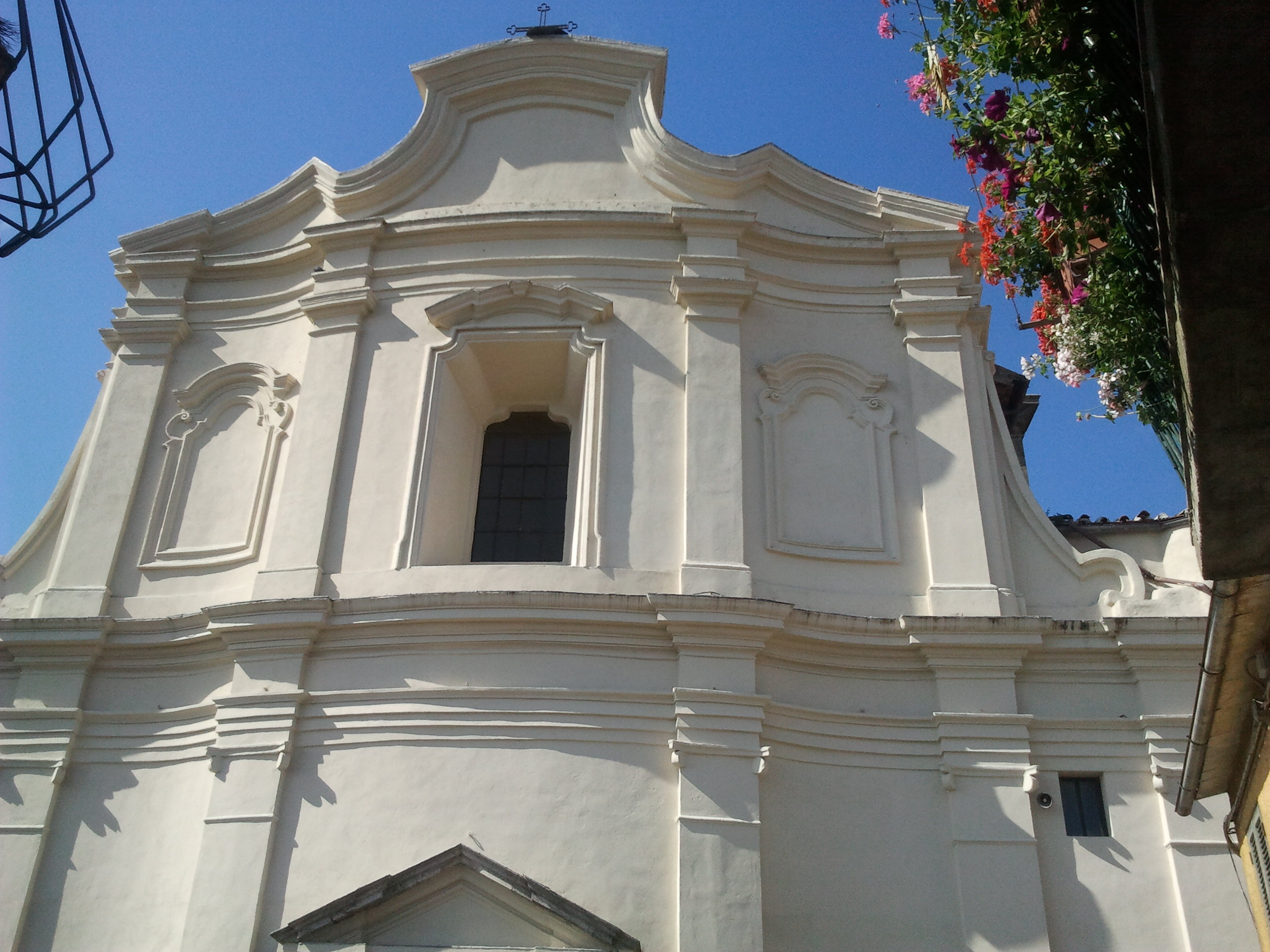
Duomo

- Nel paese si può ancora ammirare il Palazzo Ducale detto anche "La Rocca", al cui progetto collaborò Antonio da Sangallo il Giovane.
- Caratteristica è anche la casa natale di Sebastiano Gandolfi, dove fu ospite anche Annibal Caro.

### Siti archeologici
- Necropoli di Ponte San Pietro, dove sono state scoperte 25 tombe di epoca proto storica, uno dei ritrovamenti in assoluto tra i più rilevanti della Cultura di Rinaldone.
- Grotta di Settecannelle sulla sponda del fosso della Paternale, un affluente del Fiora, in cui sono stati rinvenuti frammenti della media età del bronzo e del Bronzo antico, dell'Eneolitico, del Neolitico e Paleolitico superiore e fauna e materiali che risalgono fino circa a 17.000 anni fa.
- Necropoli di Crostoletto di Lamone, della fine dell'età del Bronzo, con tombe a tumulo e rito misto (deposizione e incenerazione), e resti di frequentazione sin dall'età del Rame (muri a secco perimetrali).
- La Selvicciola località non lontana da Vulci, in cui sono stati rinvenuti una vasta necropoli neolitica riferibile alla Cultura di Rinaldone, una grande villa romana di epoca repubblicana, una necropoli longobarda - con corredi funerari maschili e femminili, armi, ornamenti personali e oggetti di uso quotidiano - e i resti di una chiesa di quel periodo.
- Necropoli etrusca di Castro scoperta ai piedi del monte su cui sorgeva la città medievale, vi spiccano la tomba monumentale a semidado del VI secolo a.C. e, soprattutto, la famosa "Tomba della Biga di Castro", nella quale nel 1967 fu rinvenuta - preceduta dagli scheletri di due cavalli di cui uno con ancora il morso tra i denti - la spettacolare biga etrusca, probabilmente appartenuta ad una giovane principessa morta nel 530-520 a.C., oggi esposta al Museo nazionale etrusco Rocca Albornoz di Viterbo[24].
- Nel territorio comunale si trovano le rovine dell'antica città rinascimentale di Castro distrutta nel 1649.

### Aree naturali
Nel territorio di Ischia di Castro si trova parte della Selva del Lamone, una delle riserve naturali regionali del Lazio, e la Macchia dei buoi, area di proprietà comunale - in piccola parte ora attrezzata per picnic - che si estende per circa quaranta ettari ed è caratterizzata da bosco con alberi di alto fusto (cerro, quercia roverella, carpino nero, acero minore, leccio ontano nero) mentre il sottobosco è costituito da piante tipiche della Maremma come l'agrifoglio, il sorbo selvatico, il pungitopo, l'asparago selvatico, il corniolo e la fillirea; all'epoca della fioritura non è raro rinvenirvi orchidee spontanee. Nel vastissimo territorio comunale ricadono diverse aree qualificate dalla Regione Lazio come SIC (siti di interesse comunitario) tra cui Crostoletto (presenza di specie vegetali rare o rarissime per il Lazio), Vallerosa (orchidee spontanee), Monti di Castro (presenze significative in tutti i gruppi animali, soprattutto rapaci diurni) e il Sistema Fluviale Fiora-Olpeta (ricca fauna in tutti i gruppi zoologici, in particolare presente l'unica popolazione vitale della Lontra dell'Italia centrale), nonché un'area ZPS - zona di protezione speciale- (Selva del Lamone-Monti di Castro).

## Società

### Evoluzione demografica
Abitanti censiti

### Etnie e minoranze straniere
Al 31.12.2018 sono residenti 103 cittadini stranieri (di cui 49 dalla Romania, 9 dall'Albania, 4 dall'Ucraina, 4 dalla Repubblica di Macedonia, 5 dal Regno Unito, 1 dalla Bulgaria, 1 dall'Estonia, 1 dai Paesi Bassi, 1 dalla Lettonia, 9 dall'Africa, 13 dall'Asia e 6 dall'America) pari al 4,6% della popolazione complessiva.

## Cultura

### Istruzione

#### Biblioteche
- Biblioteca comunale.[31]

#### Musei
- Il Museo civico archeologico "Pietro e Turiddo Lotti" raccoglie tutti i più importanti reperti archeologici, dalla preistoria al Rinascimento, rinvenuti nel territorio comunale; dagli strumenti in selce di epoca paleolitica, alle statue in nenfro del VI secolo a.C. della necropoli di Castro, dall'esemplare di bara etrusca corredata di vasi di impasto e vasi di bucchero, ai reperti di epoca romana e longobarda, dalle sculture e affreschi del XIII secolo, ai capitelli e alle modanature dei palazzi di Castro progettati dal Sangallo, fino alla vetrina delle ceramiche medievali recuperate dai "butti" del Palazzo ducale.

## Economia
A Ischia di Castro sono ancora attive le vecchie cave di travertino e di tufo. Tra le attività economiche più tradizionali, diffuse e rinomate vi sono quelle artigianali, come la lavorazione del rame finalizzata a scopi artistici.
Accanto alla pastorizia, molto diffusa la coltivazione dell'olivo; Ischia di Castro è uno degli otto Comuni inseriti nell'itinerario "La strada dell'olio dop di Canino"
Di seguito la tabella storica elaborata dall'Istat a tema Unità locali, intesa come numero di imprese attive, ed addetti, intesi come numero addetti delle unità locali delle imprese attive (valori medi annui).
|                  | 2015                  |                              |                            |                |                       |                     | 2014                  |                | 2013                  |                |
| ---------------- | --------------------- | ---------------------------- | -------------------------- | -------------- | --------------------- | ------------------- | --------------------- | -------------- | --------------------- | -------------- |
|                  | Numero imprese attive | % Provinciale Imprese attive | % Regionale Imprese attive | Numero addetti | % Provinciale Addetti | % Regionale Addetti | Numero imprese attive | Numero addetti | Numero imprese attive | Numero addetti |
| Ischia di Castro | 112                   | 0,48%                        | 0,02%                      | 206            | 0,35%                 | 0,01%               | 111                   | 207            | 112                   | 207            |
| Viterbo          | 23.371                |                              | 5,13%                      | 59.399         |                       | 3,86%               | 23.658                | 59.741         | 24.131                | 61.493         |
| Lazio            | 455.591               |                              |                            | 1.539.359      |                       |                     | 457.686               | 1.510.459      | 464.094               | 1.525.471      |

Nel 2015 le 112 imprese operanti nel territorio comunale, che rappresentavano lo 0,48% del totale provinciale (23.371 imprese attive), hanno occupato 206 addetti, lo 0,35% del dato provinciale (59.399 addetti); in media, ogni impresa nel 2015 ha occupato poco meno di due persone (1,84).

### Agricoltura
Nelle campagne del territorio comunale si coltiva, tra l'altro, la varietà di olivo da cui si ricava l'olio extra vergine di oliva Canino, che nel 1996 ha ricevuto la DOP.

## Infrastrutture e trasporti

### Strade
Ischia di Castro, tramite la Strada Provinciale 47 Lamone, è collegata a Valentano e Farnese, e tramite la strada provinciale 106 Doganella a Montalto di Castro.

## Amministrazione
Nel 1872 Ischia cambia denominazione in Ischia di Castro.
Nel 1927, a seguito del riordino delle circoscrizioni provinciali stabilito dal regio decreto n. 1 del 2 gennaio 1927, per volontà del governo fascista, quando venne istituita la provincia di Viterbo, Ischia di Castro passò dalla provincia di Roma a quella di Viterbo.
| Periodo | Periodo   | Primo cittadino | Partito      | Carica  | Note |
| ------- | --------- | --------------- | ------------ | ------- | ---- |
| 2009    | in carica | Salvatore Serra | Lista civica | Sindaco |      |

## Sport

### Calcio
- Polisportiva Ischia di Castro, colori sociali bianco e azzurro, che milita nei campionati dilettantistici del Lazio.[36]